# Месолонгос
Месолонгос (грч. Μεσόλογγος) је насељено место у општини Горуша у периферији Западна Македонија, Грчка. Према попису из 2021. године било је 11 становника.
Према бугарском географу и историчару, Василу Канчову, у Месолонгосу је 1900. године живело 220 Грка муслимана (Валахади) и 200 Грка хришћана. Месолонгос се налази у области Населица, која је некада била насељена словенским становништвом које је касније хеленизовано. Двадесетих година 20. века муслиманско становништво је принудно исељено у Турску а на њихово место је насељено 29 грчких избегличких породица, укупно 101 особа. На попису из 1928. године Месолонгос је имао 337 становника. Село се раније звало Мислегошти.